# Меллор, Флер
Флер Норти Меллор (англ. Fleur Northey Mellor; род. 13 июля 1936) — австралийская легкоатлетка, которая специализировалась в беге на короткие дистанции.

## Биография
Олимпийская чемпионка в эстафете 4×100 метров (1956).
Эксрекордсменка мира в эстафетах 4×100 метров и 4×110 ярдов.
По окончании спортивной карьеры в 1958 году работала юридическим стенографистом.